# Mahoba (geslacht)
Mahoba is een geslacht van vlinders van de familie spinneruilen (Erebidae), uit de onderfamilie Lymantriinae.

## Soorten
- M. irrorata Moore, 1879
- M. plagidotata Walker, 1862